# Hydrocyphon mirabilis
Hydrocyphon mirabilis es una especie de coleóptero de la familia Scirtidae.

## Distribución geográfica
Habita en Guizhou (China).